# Tarentola
Tarentola Gray, 1825 è un genere di piccoli sauri della famiglia Phyllodactylidae.

## Descrizione
Sono sauri di media taglia, di colore dal grigio al bruno, con pelle di aspetto rugoso.

## Biologia
Hanno abitudini notturne e crepuscolari.

Si nutrono di insetti.

## Tassonomia
Il genere Tarentola comprende le seguenti specie:
- Tarentola albertschwartzi Sprackland & Swinney, 1998
- Tarentola americana (Gray, 1831)
- Tarentola angustimentalis Steindachner, 1891 - tarantola delle Canarie orientali
- Tarentola annularis (Geoffroy De Saint-Hilaire, 1827)
- Tarentola bischoffi Joger, 1984
- Tarentola boavistensis Joger, 1993
- Tarentola bocagei Vasconcelos, Perera, Geniez, Harris & Carranza, 2012
- Tarentola boehmei Joger, 1984
- Tarentola boettgeri Steindachner, 1891 - tarantola di Gran Canaria
- Tarentola caboverdianus Schleich, 1984
- Tarentola chazaliae Mocquard, 1895 - geco dall'elmetto
- Tarentola crombiei Diaz & Hedges, 2008
- Tarentola darwini Joger, 1984
- Tarentola delalandii (Duméril & Bibron, 1836) - tarantola di Tenerife
- Tarentola deserti Boulenger, 1891
- Tarentola ephippiata O'Shaughnessy, 1875
- Tarentola fascicularis (Daudin, 1802)
- Tarentola fogoensis Vasconcelos, Perera, Geniez, Harris & Carranza, 2012
- Tarentola gigas (Bocage, 1875)
- Tarentola gomerensis Joger & Bischoff, 1983 - tarantola di La Gomera
- Tarentola maioensis Schleich, 1984
- Tarentola mauritanica (Linnaeus, 1758) - geco comune o tarantola muraiola
- Tarentola mindiae Baha El Din, 1997
- Tarentola neglecta Strauch, 1895
- Tarentola nicolauensis Schleich, 1984
- Tarentola parvicarinata Joger, 1980
- Tarentola pastoria Trape, Baldé & Ineich, 2012
- Tarentola protogigas Joger, 1984
- Tarentola raziana Schleich, 1984
- Tarentola rudis Boulenger, 1906
- Tarentola substituta Joger, 1984